# GraphicConverter
GraphicConverter (anfangs Grafikkonverter) ist ein Konvertierungs- und Bildbearbeitungsprogramm und Bildbrowser für Pixelgrafikdaten (Rastergrafik) unter Mac OS von Thorsten Lemke. Es konvertiert – auch in Stapelverarbeitung – zwischen Hunderten von Grafikformaten.
Thorsten Lemke entwickelte 1992 die Software, ursprünglich für System 7, um auf seinem alten Atari-System vorhandene Grafikdateien weiter nutzen zu können. Mit dem Anwachsen des Internets setzte er mehr und mehr Anfragen um, weitere Grafikkonvertierungen zu implementieren. Die Software ist mittlerweile in vielen Sprachen, unter anderem in Deutsch, Englisch, Französisch, Dänisch, Schwedisch, Italienisch, Spanisch, Russisch, Tschechisch, Chinesisch und Japanisch erhältlich. Das Programm unterstützt AppleScript.
Die Software benötigt ab Version 9 mindestens Mac OS X Lion; für ältere Rechnersysteme, auch für Power Macs und sogar bis zum „klassischen“ Mac OS, sind entsprechend ältere Programmversionen offiziell verfügbar.
In Version 10 wurde u. a. Gesichtserkennung, Import von BigTIFF und Export von Animated PNG ergänzt.
Die Software wurde von Apple mit den damals aktuellen Power Mac G5 als OEM-Version mitgeliefert.